# Shane Horgan
Shane Patrick Horgan (* 18. Juli 1978 in Bellewstown, County Meath) ist ein ehemaliger irischer Rugby-Union-Spieler, der auf den Positionen Außendreiviertel und Innendreiviertel spielte. Er war für die Region Leinster und die irische Nationalmannschaft aktiv.
Horgan gab 2000 sein Debüt für Irland gegen Schottland, bei dem er auch einen Versuch legte. Er gehörte bei der Weltmeisterschaft 2003 genauso zum Kader wie bei den Six Nations 2004, wo er zum Gewinn der Triple Crown beitrug. 2005 wurde er in die Reihen der British and Irish Lions aufgenommen, wo er in allen vier Testspielen der Neuseeland-Tour zum Einsatz kam. Bei den Six Nations 2006 wurde er aufgrund hervorragender Leistungen in die Mannschaft des Turniers gewählt und konnte erneut den Gewinn der Triple Crown feiern. Besonders der gewinnbringende Versuch gegen England brachte ihm positive Schlagzeilen. Im Vorfeld der WM 2007 verletzte er sich schwer am Knie, wurde jedoch rechtzeitig fit, um in drei Partien der Iren eingesetzt zu werden. Mit Leinster gewann er im Jahr 2009 den Heineken Cup. 2011 beendete er seine aktive Karriere.
Horgan spielte vor dem Beginn seiner Rugbykarriere Gaelic Football.